# Porosana uruca
Porosana uruca är en fjärilsart som beskrevs av William Schaus 1913. Porosana uruca ingår i släktet Porosana och familjen nattflyn. Inga underarter finns listade i Catalogue of Life.